# Kieżmarski Kopiniak
Kieżmarski Kopiniak, w części tatrzańskich publikacji Kiezmarski Kopiniak (słow. Szczepańského veža) – turnia w słowackiej części Tatr Wysokich, znajdująca się w obrębie północnej ściany Kieżmarskiej Kopy. Razem z trzema turniami w północnej ścianie Małego Kieżmarskiego Szczytu (od zachodu: Złota Turnia, Złota Baszta i Złoty Kopiniak) tworzy pewną całość. Kieżmarski Kopiniak jest najwyższą i najwybitniejszą kulminacją w dolnym piętrze północnej ściany Kieżmarskiej Kopy, kolejnymi są Zadni, Pośredni i Skrajny Kieżmarski Strażnik.
Północna ściana Kieżmarskiego Kopiniaka opada ok. 300 m w kierunku Zielonego Stawu Kieżmarskiego w Dolinie Zielonej Kieżmarskiej. Jego urwiska stanowią prawą część dolnego piętra północnej ściany Kieżmarskiej Kopy, przez którą biegną liczne drogi taternickie. Ich prawym ograniczeniem jest Złoty Komin prowadzący z doliny do Złotego Kotła. Ściana jest przecięta ukośną Mokrą Drabiną. Tuż za wierzchołkiem Kieżmarskiego Kopiniaka znajduje się przełączka Niżnie Kieżmarskie Wrótka, przez którą biegnie Złota Drabina – długi żleb opadający ukośnie ze Złotego Kotła do dna Doliny Zielonej Kieżmarskiej.
Na Kieżmarskiego Kopiniaka nie prowadzą żadne szlaki turystyczne. Dla taterników najłatwiej osiągalny jest od strony Złotej Drabiny. Wierzchołek od jej strony jest niepozorny i ma charakter skalnego wyskoku. Północną ścianą prowadzą drogi z dna doliny do Złotego Kotła.
Pierwsze znane wejścia (przy przechodzeniu Złotej Drabiny):
- letnie – Gyula Hefty i Gyula Komarnicki, 18 sierpnia 1912 r.,
- zimowe – Eduard Gánocz i István Zamkovszky, zima 1927 r.[2]

Słowacką nazwą turni jest upamiętniony Jan Alfred Szczepański. Używano też polskiej nazwy Turnia Szczepańskiego.

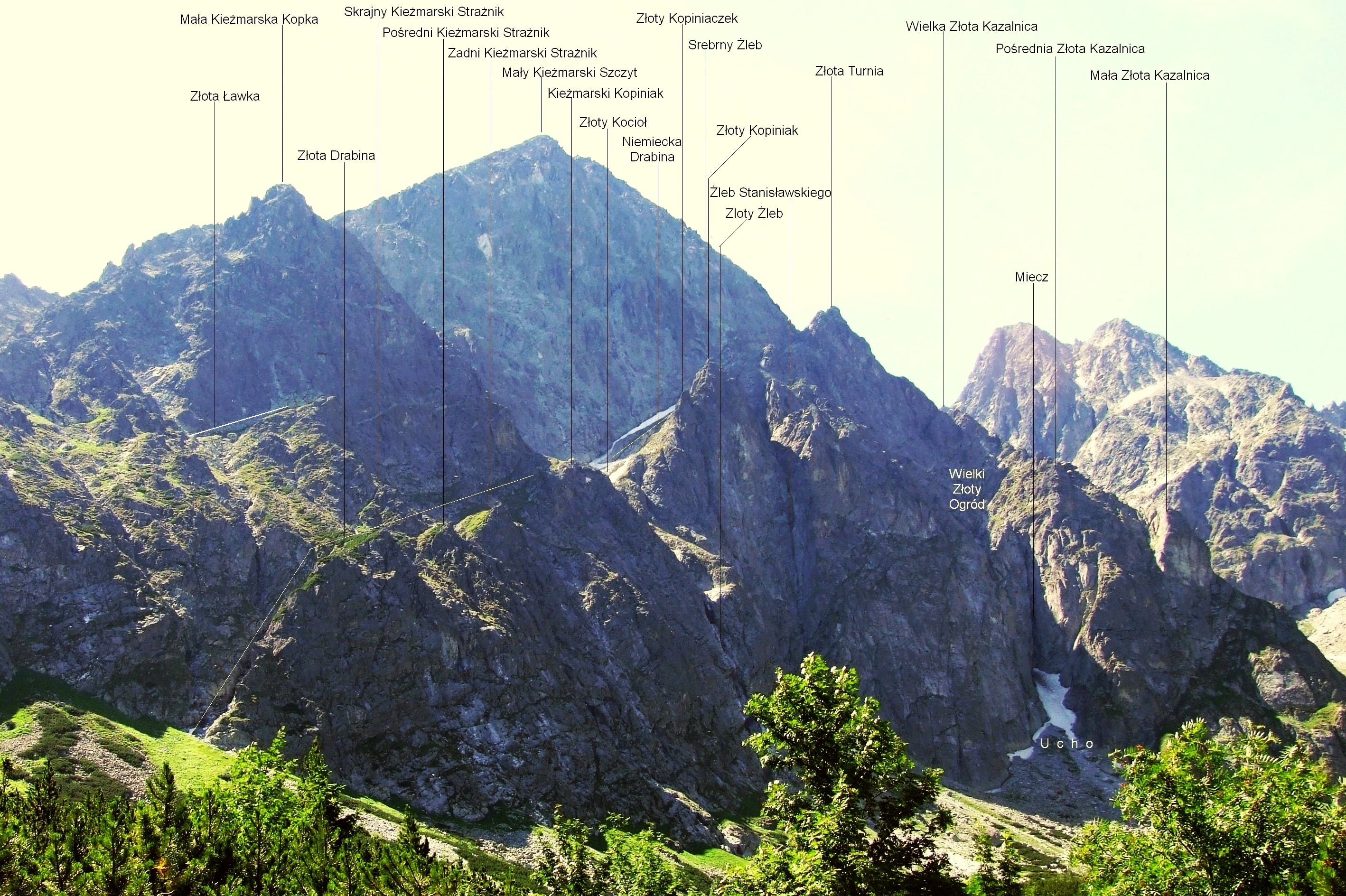